# Apatania ottomoogi
Apatania ottomoogi là một loài Trichoptera trong họ Apataniidae. Chúng phân bố ở miền Ấn Độ - Mã Lai.